# Julia Misbehaves
 Julia Misbehaves és una comèdia estatunidenca de Jack Conway, estrenada el 1948.

## Argument
L'actriu anglesa Julia Packett no ha vist la seva filla d'ençà que Susan tenia uns mesos, quan la va deixar per ser criada pel seu pare respectable i ric William (de qui Julia mai no s'ha divorciat.) Quan rep una invitació pel casament de la seva filla, "pren" en préstec alguns diners a un amic i va cap al sud de França per les núpcies. Allà aconsegueix establir una relació mare-filla.

## Repartiment
- Greer Garson: Julia Packett
- Walter Pidgeon: William Sylvester Packett
- Peter Lawford: Ritchie Lorgan
- Elizabeth Taylor: Susan Packett
- Cesar Romero: Fred Ghenoccio
- Lucile Watson: Sra. Packett
- Nigel Bruce: Coronel Bruce 'Bunny' Willowbrook
- Mary Boland: Sra. Gheneccio
- Reginald Owen: Benny Hawkins
- Henry Stephenson: Lord Pennystone
- Aubrey Mather: El vicari
- Ian Wolfe: Hobson, l'amo d'hotel
- Fritz Feld: Pepito
- Phyllis Morris: Daisy
- Veda Ann Borg: Louise